# Paratheca
Paratheca is een monotypisch geslacht van kevers uit de familie van de klopkevers (Anobiidae).

## Soort
- Paratheca borneensis Scott, 1924